# Капланяк, Стефан
Стефан Капланяк «Ценек» (пол. Stefan Kapłaniak "Cenek"; 10 апреля 1933, Щавница — 8 августа 2021, Чикаго, США) — польский гребец-байдарочник, выступал за сборную Польши во второй половине 1950-х — первой половине 1960-х годов. Участник трёх летних Олимпийских игр, бронзовый призёр Олимпиады в Риме, двукратный чемпион мира, чемпион Европы, победитель многих регат национального и международного значения. Заслуженный мастер спорта Польши.

## Биография
Родился 10 апреля 1933 года в городе Щавница Малопольского воеводства.
Активно заниматься греблей начал с раннего детства, в разное время проходил подготовку в таких спортивных клубах как Sokolocy Krościenko, Pienin Szczawnica и Spójni Warsz.
Первого серьёзного успеха на взрослом международном уровне добился в 1956 году, когда попал в основной состав польской национальной сборной и благодаря череде удачных выступлений удостоился права защищать честь страны на летних Олимпийских играх в Мельбурне. В одиночках на тысяче метрах показал в решающем заезде четвёртый результат, немного не дотянув до призовых позиций, тогда как в двойках в паре с Ежи Гурским на десяти километрах занял лишь десятое место.
В 1957 году Капланяк побывал на чемпионате Европы в бельгийском Генте, откуда привёз награду бронзового достоинства, выигранную в зачёте одиночных байдарок на дистанции 500 метров. Год спустя выступил на чемпионате мира в Праге, одержав победу в обеих дисциплинах, в которых принимал участие: в одиночках и двойках на пятистах метрах. Ещё через год на европейском первенстве в немецком Дуйсбурге вновь дважды поднимался на пьедестал почёта, на сей раз получил золото в полукилометровой программе одиночек и бронзу в программе эстафеты 4 × 500 м.
Будучи одним из лидеров гребной команды Польши, благополучно прошёл квалификацию на Олимпийские игры 1960 года в Риме — вместе с новым партнёром Владиславом Зелиньским занял третье место в километровой гонке байдарок-двоек и завоевал тем самым бронзовую олимпийскую медаль — в финале его обошли только экипажи из Швеции и Венгрии. Кроме того, выступил здесь в эстафете и был близок к призовым позициям, став в итоге четвёртым.
После успешной римской Олимпиады Стефан Капланяк остался в основном составе польской национальной сборной и продолжил принимать участие в крупнейших международных регатах. Так, в 1961 году он представлял страну на домашнем чемпионате Европы в Познани и выиграл серебряную медаль среди двухместных байдарок на пятистах метрах. Прошёл отбор и на Олимпийские игры 1964 года в Токио, вместе с тем же Владиславом Зелиньским на километровой дистанции пытался повторить успех четырёхлетней давности, однако на сей раз сумел дойти лишь до утешительного раунда. Вскоре по окончании этих соревнований в 1965 году принял решение завершить карьеру профессионального спортсмена, уступив место в сборной молодым польским гребцам.
Умер 8 августа 2021 года.

## Награды
- Крест Заслуги 1-й степени (1960[3])